# ابدر (ملایر)
آبدر روستایی از دهستان آورزمان توابع بخش سامن، شهرستان ملایر در استان همدان ایران است.

## جمعیت
جمعیت این روستا پس از مهاجرت گسترده جوانان و خانواده‌های جویای کار در پنجاه سال گذشته برابر سرشماری سال ۱۳۹۵ دویست خانوار و ۶۳۹ تن گزارش شده‌است.
مردم روستای آبدر به لحاظ اقتصادی از راه کشاورزی، دامداری و باغهای انگور تأمین می‌شوند از لحاظ فرهنگ و زبان با توجه به اینکه با فاصله سی کیلومتری شهرستان ملایر با مختصات جغرافیایی ۳۴٫۱۵٫۴۰ شمالی و۴۸٫۲۸٫۴۴ شرقی و دوازده کیلومتری شهرستان نهاوند قرارگرفته برگرفته از شهرستان نهاونداست زیرا در گذشته کشاورزان، دامداران و باغداران محصولات خود را دراین شهر به فروش رسانده و کالاهای مصرفی خود را نیز از همین شهر تهیه می‌کرده‌اند.
بر اساس نقل قول بزرگان و آثار به جای مانده از قرنهای پیش روستای آبدر دارای قدمتی دیرینه است که در قرنهای گذشته براثر بلایای طبیعی مانند سیل و زلزله چندین بار جابجا شده‌است این آثار شامل خرابه‌های کلا، گلال قیله (ده‌ها خمره از این مکان به‌دست آمده) دیوارهای بجا مانده در ابتدای دره گل زرد قبرستان زیرباغ میوک که اجساد آن روبه آفتاب دفن شده بودند (حدود پنجاه سال قبل تخریب و به باغ انگور تبدیل شده) و همچنین قنات آبی که آخرین خلقه چاه آن به عمق حدود پنجاه متر که از دشت مجاور کوه قلاقک (غلاغک) سرچشمه گرفته و به فاصله بیش از پنج کیلومتر ادامه حیات را دراین روستا میسر ساخته‌است قدمت این روستا را نشان می‌دهند.
اخیراً کسانی که برای لایروبی به داخل قنات به عمق سی تا چهل متری زمین رفته‌اند می‌گویند یک دستگاه تریلر به راحتی می‌تواند در کوره چاه (محل گذر آب) دور بزند و به همین دلیل بزرگان معتقدند که این قنات مربوط به دوران هخامنشیان است. آنچه بنده به یاد دارم سه دستگاه آسیاب آبی در مسیر جاری شدن آب این قنات به‌طور شبانه روز مشغول آرد کردن گندم بودند (بررسی دقیق قدمت قنات کار سازمان میراث فرهنگی است)
زمان قاجار دوران رشد و شکوفایی این روستا بوده زیرا بیش از پنجاه خانوار از خان‌ها مانند: نورالله خان، جهانگیر خان، سرتیپ سلیمان خان، میرپنج نبی خان، رستم خان، شیردل خان و… در اینجا سکونت داشته‌اند در میان این خان‌ها دوتن بیش از دیگران باهم رقابت داشته‌اند، یکی نورالله خان بوده که سازنده قلعه بسیار معروف آبدر در قسمت غربی آن است این قلعه که به شکل مربع ساخته شده به نحوی که چهار برج با سوراخهایی برای تیراندازی در چهارگوشه آن با ارتفاع بلند تعبیه و دیوارهای آن نیز حدود ده متر ارتفاع داشته‌اند داخل قلعه دارای خانه‌های مجلل، گریزگاه و آب لوله‌کشی و حوض و فواره بوده و این آب به وسیله لوله‌های سوفالی که به زبان محلی به آنها (گنگ) می‌گویند آب را از دره پرآب میوک به داخل قلعه منتقل می‌نموده قلعه دارای یک در بسیار محکم در زیر یکی از برجها بود که از داخل برج تا بالای در لوله‌های سوفالی کار گذاشته بودند (نگارنده با چشمهای خود در و لوله‌های سوفالی بالای آن را روئیت کرده‌ام) که هنگام خطر و حمله دزدها و آتَش زدن در از بالا آب را روی آتش فرو ریخته و آن را خاموش می‌کرده‌اند (درحال حاضر قسمتی از دیوارها باارتفاع حدود هفت متر و یکی از برجها باقی مانده‌است) دومین خان پرنفوذ سرتیپ سلیمان خان میرپنج بوده که درشمال روستای آبدر اقدام به ساخت برجی سه طبقه، دو حیاط مجلل، حمام خصوصی با لوله‌کشی آب از دره گیچ، اصطبل اسب، قنات خصوصی و ده‌ها نوکر و کلفت بوده‌است این شخص علاوه بر قسمتی از روستای آبدر روستاهای حسن کوسج و حرم آباد را نیز در مالکیت خود داشته و همان‌طور که ابتدا در مورد فرهنگ اشاره شد این خان‌ها نیز دارای فرهنگ بالایی بودند که با گذشت زمان فرهنگ آنها نیز به مردم روستا منتقل شده‌است. این روستا دارای چندین طایفه بزرگ و کوچک بنام مرادی، رضائی، جعفری، رشتوئی، شهبازی، رحیمی، رسولی، اسدی، چراغپور، علی اکبری، اسکندری و غلامی می‌باشد.